# Georges-Raoul-Léotale-Guichart-Humbert Saveuse de Beaujeu
Pour les articles homonymes, voir Beaujeu.
Georges-Raoul-Léotale-Guichart-Humbert Saveuse de Beaujeu, né le 22 juin 1847 à Coteau-du-Lac, décédé le 15 décembre 1887 dans la même localité, est un seigneur et homme politique québécois (canadien). Il fut député conservateur de la circonscription de Soulanges à l'Assemblée législative du Québec de 1875 à 1878 et à la Chambre des communes du Canada de 1882 à 1883, également pour le Parti conservateur.

## Biographie
Raoul Saveuse de Beaujeu naît dans la noblesse canadienne-française à Coteau-du-Lac, en 1847. Il est le fils de Georges-René Saveuse de Beaujeu et le petit-fils de Philippe Aubert de Gaspé. Il étudie au Collège Sainte-Marie de Montréal et au Collège de Montréal. À la mort de son père en 1865, il devient coseigneur des seigneuries de Soulanges et Nouvelle-Longueuil.
Saveuse de Beaujeu est d'abord élu à l'Assemblée législative du Québec lors des élections de 1871, sous la bannière du Parti conservateur du Québec. Âgé de 24 ans, il était alors le plus jeune député de l'Assemblée législative. Lors de l'élection de 1875, il se fait réélire en tant que conservateur indépendant. Il est toutefois défait lors de l'élection générale suivante en 1878 ; il est de nouveau candidat lors de l'élection de 1881, mais il est défait de nouveau.
Il se porte candidat à la Chambre des communes contre Jacques-Philippe Lantier lors des élections fédérales de 1872 et de 1882, sans succès. Il réussit à se faire élire à la Chambre des communes pour la première fois lors d'une élection partielle tenue à la suite de la mort de Lantier ; toutefois, son élection est déclarée invalide en décembre 1883 après un appel et il fut défait dans l'élection partielle qui s'ensuivit.